# Meghann Wadsak
Meghann Wadsak (ur. 29 czerwca 2007 w Wiedniu) – austriacka skoczkini narciarska, reprezentantka klubu Skisprungclub Wiener Stadtadler. Medalistka igrzysk olimpijskich młodzieży (2024).

## Przebieg kariery
W sierpniu 2022 po raz pierwszy wystartowała w zawodach z cyklu Alpen Cup. W niemieckim Klingenthal zajęła 6. miejsce, tym samym zdobywając pierwsze punkty tego cyklu. W tym samym miesiącu wzięła udział w zawodach FIS Cupu w Szczyrku, zajmując kolejno 26. i 17. pozycję. W styczniu 2023 dwukrotnie zajęła 17. lokatę w Pucharze Kontynentalnym w Eisenerz.
We wrześniu 2023 w austriackim Stams zadebiutowała w Letnim Pucharze Interkontynentalnym, plasując się na 17. pozycji. Natomiast w grudniu 2023 wzięła udział w zimowej części cyklu w Lillehammer, kończąc zawody na 14. miejscu. 21 września 2024 po raz pierwszy w karierze stanęła na podium LPI, kończąc konkurs w Stams na 3. pozycji. Wynik ten powtórzyła jeszcze dwukrotnie i cały Letni Puchar Interkontynentalny 2024 zakończyła na 3. lokacie. 13 grudnia 2024 w Notodden znalazła się na 2. miejscu w ramach zimowej edycji cyklu. 21 grudnia 2024 w debiucie w Pucharze Świata zajęła 30. pozycję w Engelbergu, tym samym zdobywając punkt do klasyfikacji generalnej.
Wystartowała na mistrzostwach świata juniorów (2023, 2024) oraz na igrzyskach olimpijskich młodzieży (2024). Z tych ostatnich przywiozła brązowy medal z rywalizacji drużyn mieszanych.

## Mistrzostwa świata juniorów
| Miejsce | Dzień     | Rok  | Miejscowość | Skocznia              | Punkt K | HS     | Konkurs      | Skok 1 | Skok 2 | Nota                  | Strata    | Zwyciężczyni               |
| ------- | --------- | ---- | ----------- | --------------------- | ------- | ------ | ------------ | ------ | ------ | --------------------- | --------- | -------------------------- |
| 30.     | 2 lutego  | 2023 | Whistler    | Whistler Olympic Park | K-95    | HS-104 | indywid.     | 74,0 m | 76,0 m | 135,3 pkt             | 125,4 pkt | Alexandria Loutitt         |
| 6.      | 4 lutego  | 2023 | Whistler    | Whistler Olympic Park | K-95    | HS-104 | druż.        | 68,5 m | 71,5 m | 559,2 pkt (128,5 pkt) | 246,1 pkt | Japonia                    |
| 5.      | 5 lutego  | 2023 | Whistler    | Whistler Olympic Park | K-95    | HS-104 | druż. miesz. | 79,5 m | 79,0 m | 857,4 pkt (150,1 pkt) | 62,8 pkt  | Słowenia                   |
| 26.     | 7 lutego  | 2024 | Planica     | Srednja skakalnica    | K-95    | HS-102 | indywid.     | 84,0 m | 87,5 m | 193,7 pkt             | 72,6 pkt  | Tina Erzar                 |
| 4.      | 9 lutego  | 2024 | Planica     | Srednja skakalnica    | K-95    | HS-102 | druż.        | 78,0 m | 82,0 m | 768,9 pkt (155,4 pkt) | 137,6 pkt | Słowenia                   |
| 11.     | 12 lutego | 2025 | Lake Placid | MacKenzie Intervale   | K-90    | HS-100 | indywid.     | 84,5 m | 88,0 m | 179,8 pkt             | 62,0 pkt  | Ingvild Synnøve Midtskogen |

## Igrzyska olimpijskie młodzieży

### Indywidualnie
| 2024 Gangwon/Pjongczang | – | 13. miejsce |

### Drużynowo
| 2024 Gangwon/Pjongczang | – | brązowy medal (drużyna mieszana) |

### Starty M. Wadsak na igrzyskach olimpijskich młodzieży – szczegółowo
| Miejsce | Dzień       | Rok  | Miejscowość | Skocznia              | Punkt K | HS     | Konkurs      | Skok 1 | Skok 2 | Nota                  | Strata    | Zwyciężczyni |
| ------- | ----------- | ---- | ----------- | --------------------- | ------- | ------ | ------------ | ------ | ------ | --------------------- | --------- | ------------ |
| 13.     | 20 stycznia | 2024 | Pjongczang  | Alpensia Jumping Park | K-98    | HS-109 | indywid.     | 88,0 m | 84,0 m | 136,6 pkt             | 79,1 pkt  | Taja Bodlaj  |
| 3.      | 21 stycznia | 2024 | Pjongczang  | Alpensia Jumping Park | K-98    | HS-109 | druż. miesz. | 89,5 m | 88,0 m | 775,0 pkt (159,7 pkt) | 118,7 pkt | Słowenia     |

## Puchar Świata

### Miejsca w poszczególnych konkursach indywidualnychPucharu Świata
stan na 23 lutego 2025
| Źródło | Źródło            | Źródło            | Źródło            | Źródło                       | Źródło                       | Źródło           | Źródło       | Źródło        | Źródło        | Źródło        | Źródło      | Źródło      | Źródło          | Źródło            | Źródło            | Źródło          | Źródło      | Źródło          | Źródło          | Źródło          | Źródło          | Źródło          | Źródło        | Źródło      | Źródło | Źródło | Źródło | Źródło | Źródło | Źródło | Źródło | Źródło | Źródło | Źródło | Źródło | Źródło | Źródło | Źródło | Źródło | Źródło | Źródło | Źródło | Źródło | Źródło | Źródło | Źródło | Źródło | Źródło | Źródło |
| --- | ----------------- | ----------------- | ----------------- | ---------------------------- | ---------------------------- | ---------------- | ------------ | ------------- | ------------- | ------------- | ----------- | ----------- | --------------- | ----------------- | ----------------- | --------------- | ----------- | --------------- | --------------- | --------------- | --------------- | --------------- | ------------- | ----------- | ------ | ------ | ------ | ------ | ------ | ------ | ------ | ------ | ------ | ------ | ------ | ------ | ------ | ------ | ------ | ------ | ------ | ------ | ------ | ------ | ------ | ------ | ------ | ------ | ------ |
| Sezon 2023/2024 |                   |                   |                   |                              |                              |                  |              |               |               |               |             |             |                 |                   |                   |                 |             |                 |                 |                 |                 |                 |               |             |        |        |        |        |        |        |        |        |        |        |        |        |        |        |        |        |        |        |        |        |        |        |        |        |        |
| Lillehammer HS98 | Lillehammer HS140 | Engelberg HS140   | Engelberg HS140   | Garmisch-Partenkirchen HS142 | Oberstdorf HS137             | Villach HS98     | Villach HS98 | Sapporo HS137 | Sapporo HS137 | Zaō HS102     | Ljubno HS94 | Ljubno HS94 | Willingen HS147 | Willingen HS147   | Hinzenbach HS90   | Hinzenbach HS90 | Lahti HS130 | Oslo HS134      | Oslo HS134      | Trondheim HS105 | Trondheim HS140 | Vikersund HS240 | Planica HS102 | punkty      | punkty | punkty | punkty | punkty | punkty | punkty | punkty | punkty | punkty | punkty | punkty | punkty | punkty | punkty | punkty | punkty | punkty | punkty |        |        |        |        |        |        |        |
| - | -                 | -                 | -                 | -                            | -                            | q                | q            | -             | -             | -             | -           | -           | -               | -                 | -                 | -               | -           | -               | -               | -               | -               | -               | -             | 0           | 0      | 0      | 0      | 0      | 0      | 0      | 0      | 0      | 0      | 0      | 0      | 0      | 0      | 0      | 0      | 0      | 0      | 0      |        |        |        |        |        |        |        |
| Sezon 2024/2025 |                   |                   |                   |                              |                              |                  |              |               |               |               |             |             |                 |                   |                   |                 |             |                 |                 |                 |                 |                 |               |             |        |        |        |        |        |        |        |        |        |        |        |        |        |        |        |        |        |        |        |        |        |        |        |        |        |
| Lillehammer HS140 | Lillehammer HS140 | Zhangjiakou HS106 | Zhangjiakou HS106 | Engelberg HS140              | Garmisch-Partenkirchen HS142 | Oberstdorf HS137 | Villach HS98 | Villach HS98  | Sapporo HS137 | Sapporo HS137 | Zaō HS102   | Zaō HS102   | Willingen HS147 | Lake Placid HS128 | Lake Placid HS128 | Ljubno HS94     | Ljubno HS94 | Hinzenbach HS90 | Hinzenbach HS90 | Oslo HS134      | Vikersund HS240 | Vikersund HS240 | Lahti HS130   | Lahti HS130 | punkty |        |        |        |        |        |        |        |        |        |        |        |        |        |        |        |        |        |        |        |        |        |        |        |        |
| - | -                 | -                 | -                 | 30                           | q                            | q                | 26           | q             | q             | 35            | 31          | 28          | -               | -                 | -                 | -               | -           | q               | 29              |                 |                 |                 |               |             | 11     |        |        |        |        |        |        |        |        |        |        |        |        |        |        |        |        |        |        |        |        |        |        |        |        |
| Legenda |                   |                   |                   |                              |                              |                  |              |               |               |               |             |             |                 |                   |                   |                 |             |                 |                 |                 |                 |                 |               |             |        |        |        |        |        |        |        |        |        |        |        |        |        |        |        |        |        |        |        |        |        |        |        |        |        |
| 1 2 3 4-10 11-30 poniżej 30 dq – dyskwalifikacja q – dyskwalifikacja w kwalifikacjach q – zawodniczka nie zakwalifikowała się - – zawodniczka nie wystartowała |                   |                   |                   |                              |                              |                  |              |               |               |               |             |             |                 |                   |                   |                 |             |                 |                 |                 |                 |                 |               |             |        |        |        |        |        |        |        |        |        |        |        |        |        |        |        |        |        |        |        |        |        |        |        |        |        |

## Puchar Interkontynentalny

### Miejsca w klasyfikacji generalnej
| Sezon     | Miejsce |
| --------- | ------- |
| 2023/2024 | 50.     |
| 2024/2025 | 12.     |

### Miejsca na podium w konkursach indywidualnych Pucharu Interkontynentalnego chronologicznie
| 1. | 13 grudnia | 2024 | Notodden | Tveitanbakken | K-90 | HS-98 | 93,0 m | 94,0 m | 232,3 pkt | 3. | 7,5 pkt | Silje Opseth |

### Miejsca w poszczególnych konkursachPucharu Interkontynentalnego
stan po zakończeniu sezonu 2024/2025
| Źródło                                                                            | Źródło            | Źródło        | Źródło        | Źródło      | Źródło      | Źródło              | Źródło              | Źródło           | Źródło           | Źródło        | Źródło        | Źródło      | Źródło      | Źródło | Źródło | Źródło | Źródło | Źródło | Źródło | Źródło | Źródło | Źródło | Źródło | Źródło | Źródło | Źródło | Źródło | Źródło | Źródło | Źródło | Źródło | Źródło | Źródło | Źródło | Źródło | Źródło | Źródło | Źródło | Źródło |
| --------------------------------------------------------------------------------- | ----------------- | ------------- | ------------- | ----------- | ----------- | ------------------- | ------------------- | ---------------- | ---------------- | ------------- | ------------- | ----------- | ----------- | ------ | ------ | ------ | ------ | ------ | ------ | ------ | ------ | ------ | ------ | ------ | ------ | ------ | ------ | ------ | ------ | ------ | ------ | ------ | ------ | ------ | ------ | ------ | ------ | ------ | ------ |
| Sezon 2023/2024                                                                   |                   |               |               |             |             |                     |                     |                  |                  |               |               |             |             |        |        |        |        |        |        |        |        |        |        |        |        |        |        |        |        |        |        |        |        |        |        |        |        |        |        |
| Lillehammer HS98                                                                  | Lillehammer HS98  | Notodden HS98 | Notodden HS98 | Falun HS100 | Falun HS100 | Innsbruck HS128     | Innsbruck HS128     | Brotterode HS117 | Brotterode HS117 | Lahti HS130   | Lahti HS130   | punkty      | punkty      | punkty | punkty | punkty | punkty | punkty | punkty | punkty | punkty | punkty | punkty | punkty | punkty | punkty | punkty | punkty | punkty | punkty |        |        |        |        |        |        |        |        |        |
| 14                                                                                | 18                | -             | -             | -           | -           | -                   | -                   | -                | -                | -             | -             | 31          | 31          | 31     | 31     | 31     | 31     | 31     | 31     | 31     | 31     | 31     | 31     | 31     | 31     | 31     | 31     | 31     | 31     | 31     |        |        |        |        |        |        |        |        |        |
| Sezon 2024/2025                                                                   |                   |               |               |             |             |                     |                     |                  |                  |               |               |             |             |        |        |        |        |        |        |        |        |        |        |        |        |        |        |        |        |        |        |        |        |        |        |        |        |        |        |
| Zhangjiakou HS106                                                                 | Zhangjiakou HS106 | Notodden HS98 | Notodden HS98 | Falun HS100 | Falun HS100 | Bischofshofen HS142 | Bischofshofen HS142 | Eisenerz HS109   | Eisenerz HS109   | Oberhof HS100 | Oberhof HS100 | Lahti HS130 | Lahti HS130 | punkty |        |        |        |        |        |        |        |        |        |        |        |        |        |        |        |        |        |        |        |        |        |        |        |        |        |
| 6                                                                                 | 14                | 3             | 4             | -           | -           | -                   | -                   | -                | -                | -             | -             | 24          | 11          | 199    |        |        |        |        |        |        |        |        |        |        |        |        |        |        |        |        |        |        |        |        |        |        |        |        |        |
| Legenda                                                                           |                   |               |               |             |             |                     |                     |                  |                  |               |               |             |             |        |        |        |        |        |        |        |        |        |        |        |        |        |        |        |        |        |        |        |        |        |        |        |        |        |        |
| 1 2 3 4-10 11-30 poniżej 30 dq – dyskwalifikacja - – zawodniczka nie wystartowała |                   |               |               |             |             |                     |                     |                  |                  |               |               |             |             |        |        |        |        |        |        |        |        |        |        |        |        |        |        |        |        |        |        |        |        |        |        |        |        |        |        |

## Letni Puchar Interkontynentalny

### Miejsca w klasyfikacji generalnej
| Sezon | Miejsce |
| ----- | ------- |
| 2023  | 23.     |
| 2024  | 3.      |

### Miejsca na podium w konkursach indywidualnych Letniego Pucharu Interkontynentalnego chronologicznie
| 1. | 21 września | 2024 | Stams      | Brunnentalschanzen   | K-105 | HS-115 | 111,0 m | 105,5 m | 258,4 pkt | 3. | 5,6 pkt  | Joséphine Pagnier |
| 2. | 22 września | 2024 | Stams      | Brunnentalschanzen   | K-105 | HS-115 | 100,0 m | 104,0 m | 215,2 pkt | 3. | 34,5 pkt | Joséphine Pagnier |
| 3. | 28 września | 2024 | Einsiedeln | im. Andreasa Küttela | K-105 | HS-117 | 103,0 m | 108,0 m | 227,8 pkt | 3. | 4,3 pkt  | Maja Kovačič      |

### Miejsca w poszczególnych konkursachLetniego Pucharu Interkontynentalnego
stan po zakończeniu LPI 2024
| Źródło                                                                            | Źródło             | Źródło          | Źródło          | Źródło      | Źródło      | Źródło           | Źródło           | Źródło      | Źródło      | Źródło | Źródło | Źródło | Źródło | Źródło | Źródło | Źródło | Źródło | Źródło | Źródło | Źródło | Źródło | Źródło | Źródło | Źródło | Źródło | Źródło | Źródło | Źródło | Źródło | Źródło | Źródło | Źródło | Źródło | Źródło | Źródło | Źródło | Źródło | Źródło | Źródło |
| --------------------------------------------------------------------------------- | ------------------ | --------------- | --------------- | ----------- | ----------- | ---------------- | ---------------- | ----------- | ----------- | ------ | ------ | ------ | ------ | ------ | ------ | ------ | ------ | ------ | ------ | ------ | ------ | ------ | ------ | ------ | ------ | ------ | ------ | ------ | ------ | ------ | ------ | ------ | ------ | ------ | ------ | ------ | ------ | ------ | ------ |
| 2023                                                                              |                    |                 |                 |             |             |                  |                  |             |             |        |        |        |        |        |        |        |        |        |        |        |        |        |        |        |        |        |        |        |        |        |        |        |        |        |        |        |        |        |        |
| Oslo HS106                                                                        | Oslo HS106         | Stams HS115     | Stams HS115     | punkty      | punkty      | punkty           | punkty           | punkty      | punkty      | punkty | punkty | punkty | punkty | punkty | punkty | punkty | punkty | punkty | punkty | punkty | punkty | punkty |        |        |        |        |        |        |        |        |        |        |        |        |        |        |        |        |        |
| -                                                                                 | -                  | 17              | 11              | 38          | 38          | 38               | 38               | 38          | 38          | 38     | 38     | 38     | 38     | 38     | 38     | 38     | 38     | 38     | 38     | 38     | 38     | 38     |        |        |        |        |        |        |        |        |        |        |        |        |        |        |        |        |        |
| 2024                                                                              |                    |                 |                 |             |             |                  |                  |             |             |        |        |        |        |        |        |        |        |        |        |        |        |        |        |        |        |        |        |        |        |        |        |        |        |        |        |        |        |        |        |
| Hinterzarten HS109                                                                | Hinterzarten HS109 | Trondheim HS102 | Trondheim HS102 | Stams HS115 | Stams HS115 | Einsiedeln HS117 | Einsiedeln HS117 | Otepää HS97 | Otepää HS97 | punkty | punkty | punkty | punkty | punkty | punkty | punkty | punkty | punkty | punkty | punkty | punkty | punkty | punkty | punkty | punkty | punkty | punkty | punkty |        |        |        |        |        |        |        |        |        |        |        |
| 18                                                                                | 11                 | 21              | 34              | 3           | 3           | 3                | 4                | -           | -           | 277    | 277    | 277    | 277    | 277    | 277    | 277    | 277    | 277    | 277    | 277    | 277    | 277    | 277    | 277    | 277    | 277    | 277    | 277    |        |        |        |        |        |        |        |        |        |        |        |
| Legenda                                                                           |                    |                 |                 |             |             |                  |                  |             |             |        |        |        |        |        |        |        |        |        |        |        |        |        |        |        |        |        |        |        |        |        |        |        |        |        |        |        |        |        |        |
| 1 2 3 4-10 11-30 poniżej 30 dq – dyskwalifikacja - – zawodniczka nie wystartowała |                    |                 |                 |             |             |                  |                  |             |             |        |        |        |        |        |        |        |        |        |        |        |        |        |        |        |        |        |        |        |        |        |        |        |        |        |        |        |        |        |        |

## Puchar Kontynentalny

### Miejsca w klasyfikacji generalnej
| Sezon     | Miejsce |
| --------- | ------- |
| 2022/2023 | 47.     |

### Miejsca w poszczególnych konkursachPucharu Kontynentalnego
| Źródło                                                                            | Źródło          | Źródło        | Źródło        | Źródło         | Źródło         | Źródło      | Źródło      | Źródło | Źródło | Źródło | Źródło | Źródło | Źródło | Źródło | Źródło | Źródło | Źródło | Źródło | Źródło | Źródło | Źródło | Źródło | Źródło | Źródło | Źródło | Źródło | Źródło | Źródło | Źródło | Źródło | Źródło | Źródło | Źródło | Źródło | Źródło | Źródło | Źródło | Źródło | Źródło |
| --------------------------------------------------------------------------------- | --------------- | ------------- | ------------- | -------------- | -------------- | ----------- | ----------- | ------ | ------ | ------ | ------ | ------ | ------ | ------ | ------ | ------ | ------ | ------ | ------ | ------ | ------ | ------ | ------ | ------ | ------ | ------ | ------ | ------ | ------ | ------ | ------ | ------ | ------ | ------ | ------ | ------ | ------ | ------ | ------ |
| Sezon 2022/2023                                                                   |                 |               |               |                |                |             |             |        |        |        |        |        |        |        |        |        |        |        |        |        |        |        |        |        |        |        |        |        |        |        |        |        |        |        |        |        |        |        |        |
| Vikersund HS117                                                                   | Vikersund HS117 | Notodden HS98 | Notodden HS98 | Eisenerz HS109 | Eisenerz HS109 | Lahti HS130 | Lahti HS130 | punkty | punkty | punkty | punkty | punkty | punkty | punkty | punkty | punkty | punkty | punkty | punkty | punkty | punkty | punkty | punkty | punkty | punkty | punkty |        |        |        |        |        |        |        |        |        |        |        |        |        |
| -                                                                                 | -               | -             | -             | 17             | 17             | -           | -           | 28     | 28     | 28     | 28     | 28     | 28     | 28     | 28     | 28     | 28     | 28     | 28     | 28     | 28     | 28     | 28     | 28     | 28     | 28     |        |        |        |        |        |        |        |        |        |        |        |        |        |
| Legenda                                                                           |                 |               |               |                |                |             |             |        |        |        |        |        |        |        |        |        |        |        |        |        |        |        |        |        |        |        |        |        |        |        |        |        |        |        |        |        |        |        |        |
| 1 2 3 4-10 11-30 poniżej 30 dq – dyskwalifikacja - – zawodniczka nie wystartowała |                 |               |               |                |                |             |             |        |        |        |        |        |        |        |        |        |        |        |        |        |        |        |        |        |        |        |        |        |        |        |        |        |        |        |        |        |        |        |        |

## FIS Cup

### Miejsca w klasyfikacji generalnej
| Sezon     | Miejsce |
| --------- | ------- |
| 2022/2023 | 44.     |

### Miejsca w poszczególnych konkursachFIS Cupu
| Źródło                                                                            | Źródło        | Źródło           | Źródło           | Źródło      | Źródło      | Źródło       | Źródło       | Źródło        | Źródło        | Źródło       | Źródło       | Źródło        | Źródło        | Źródło | Źródło | Źródło | Źródło | Źródło | Źródło | Źródło | Źródło | Źródło | Źródło | Źródło | Źródło | Źródło | Źródło | Źródło | Źródło | Źródło | Źródło | Źródło | Źródło | Źródło | Źródło | Źródło | Źródło | Źródło | Źródło |
| --------------------------------------------------------------------------------- | ------------- | ---------------- | ---------------- | ----------- | ----------- | ------------ | ------------ | ------------- | ------------- | ------------ | ------------ | ------------- | ------------- | ------ | ------ | ------ | ------ | ------ | ------ | ------ | ------ | ------ | ------ | ------ | ------ | ------ | ------ | ------ | ------ | ------ | ------ | ------ | ------ | ------ | ------ | ------ | ------ | ------ | ------ |
| Sezon 2022/2023                                                                   |               |                  |                  |             |             |              |              |               |               |              |              |               |               |        |        |        |        |        |        |        |        |        |        |        |        |        |        |        |        |        |        |        |        |        |        |        |        |        |        |
| Szczyrk HS104                                                                     | Szczyrk HS104 | Einsiedeln HS117 | Einsiedeln HS117 | Kranj HS109 | Kranj HS109 | Villach HS98 | Villach HS98 | Szczyrk HS104 | Szczyrk HS104 | Villach HS98 | Villach HS98 | Oberhof HS100 | Oberhof HS100 | punkty | punkty | punkty | punkty | punkty | punkty | punkty | punkty | punkty | punkty | punkty | punkty | punkty | punkty | punkty | punkty | punkty | punkty | punkty |        |        |        |        |        |        |        |
| 26                                                                                | 17            | -                | -                | -           | -           | -            | -            | -             | -             | 18           | 11           | 19            | 22            | 77     | 77     | 77     | 77     | 77     | 77     | 77     | 77     | 77     | 77     | 77     | 77     | 77     | 77     | 77     | 77     | 77     | 77     | 77     |        |        |        |        |        |        |        |
| Legenda                                                                           |               |                  |                  |             |             |              |              |               |               |              |              |               |               |        |        |        |        |        |        |        |        |        |        |        |        |        |        |        |        |        |        |        |        |        |        |        |        |        |        |
| 1 2 3 4-10 11-30 poniżej 30 dq – dyskwalifikacja - – zawodniczka nie wystartowała |               |                  |                  |             |             |              |              |               |               |              |              |               |               |        |        |        |        |        |        |        |        |        |        |        |        |        |        |        |        |        |        |        |        |        |        |        |        |        |        |